# Barranquilla Open 2024 - Doppio
Il doppio femminile del torneo di tennis professionistico Barranquilla Open 2024, facente parte della categoria WTA 125 nell'ambito del WTA 125 2024, si è svolto dal 12 al 18 agosto 2024 a Barranquilla, in Colombia.
Valentini Grammatikopoulou e Despoina Papamichaīl erano le campionesse in carica, ma Grammatikopoulou ha scelto di non partecipare a questa edizione del torneo. Papamichaīl ha fatto coppia con Destanee Aiava, ma sono state sconfitte in semifinale da Jessica Failla e Hiroko Kuwata.
In finale Failla e Kuwata hanno sconfitto Quinn Gleason e Ingrid Martins con il punteggio di 4-6, 7-6(2), [10-7].

## Teste di serie
1. Quinn Gleason /  Ingrid Martins (finale)

1. Destanee Aiava /  Despoina Papamichaīl (semifinale)

## Wildcard
1. Ana Becerra /  Varvara Lepchenko (quarti di finale, ritirate)

## Alternate
1. Jessica Failla /  Hiroko Kuwata (Campionesse)

## Tabellone

### Legenda
| - Q = Qualificato - WC = Wild card - LL = Lucky loser | - ALT = Alternate - SE = Special Exempt - PR = Protected Ranking | - w/o = Walkover - r = Ritirato - d = Squalificato |

|  | Quarti di finale | Quarti di finale           | Quarti di finale           | Quarti di finale           | Quarti di finale |  |  | Semifinali | Semifinali                 | Semifinali            | Semifinali                   | Semifinali |   |      | Finale | Finale                       | Finale | Finale | Finale |  |
|  |                  |                            |                            |                            |                  |  |  |            |                            |                       |                              |            |   |      |        |                              |        |        |        |  |
|  | 1                | Q Gleason I Martins        | Q Gleason I Martins        | 6                          | 6                |  |  |            |                            |                       |                              |            |   |      |        |                              |        |        |        |  |
|  |                  | E-s Liang P Thombare       | E-s Liang P Thombare       | 2                          | 4                |  |  | 1          | Q Gleason I Martins        | 6                     | 3                            | [10]       |   |      |        |                              |        |        |        |  |
|  | WC               | A Becerra V Lepchenko      | A Becerra V Lepchenko      | A Becerra V Lepchenko      |                  |  |  |            | M Herazo González MP Pérez | 2                     | 6                            | [5]        |   |      |        |                              |        |        |        |  |
|  |                  | M Herazo González MP Pérez | M Herazo González MP Pérez | M Herazo González MP Pérez | w/o              |  |  |            |                            |                       |                              |            |   |      | 1      | Quinn Gleason Ingrid Martins | 6      | 62     | [7]    |  |
|  |                  | E Jacquemot S Sierra       | 6                          | 4                          | [4]              |  |  |            |                            | Alt                   | Jessica Failla Hiroko Kuwata | 4          | 7 | [10] |        |                              |        |        |        |  |
|  | Alt              | J Failla H Kuwata          | 3                          | 6                          | [10]             |  |  | Alt        | J Failla H Kuwata          | J Failla H Kuwata     | 6                            | 6          |   |      |        |                              |        |        |        |  |
|  |                  | E Appleton T Moore         | E Appleton T Moore         | 4                          | 4                |  |  | 2          | D Aiava D Papamichaīl      | D Aiava D Papamichaīl | 1                            | 2          |   |      |        |                              |        |        |        |  |
|  | 2                | D Aiava D Papamichaīl      | D Aiava D Papamichaīl      | 6                          | 6                |  |  |            |                            |                       |                              |            |   |      |        |                              |        |        |        |  |